# MotA

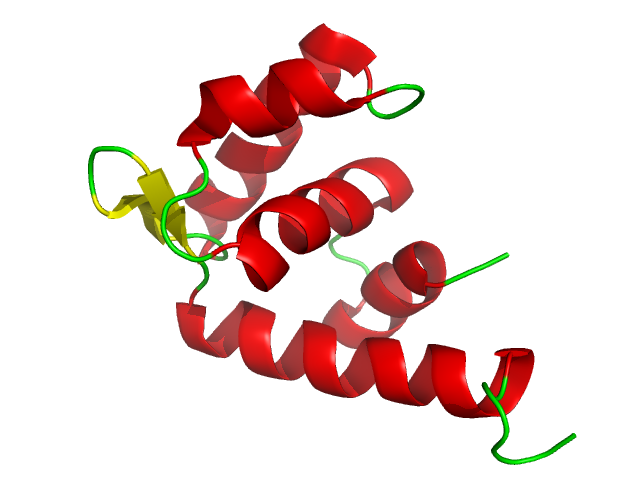
Estrutura do domínio de activação transcripcional da proteína do bacteriófago T4, MotA

MotA é uma proteína. É um componente do motor flagelar. Mais especificamente, MotA e MotB formam o estator do flagelo e rodeiam o rotor, como um anel de 8-10 partículas. MotA e MotB são proteínas integrais de membrana. MotA possui quatro domínios transmembranares.
Ambas as proteínas fazem parte de canal de H+ que torna possível o fluxo de protões e a rotação do motor.
Em mutantes motA, a função do motor é restabelecida se a proteína MotA for expressa.